# Blutiger Trip
Blutiger Trip (Originaltitel: Blodtur) ist eine norwegische Horror-Anthologie-Serie, die von Netflix produziert und am 13. März 2020 weltweit veröffentlicht wurde.

## Produktion
Die Serie wurde am 13. Februar 2019 auf der Berlinale erstmals von Netflix angekündigt. Für die Serie arbeitete Netflix mit der norwegischen Produktionsgesellschaft Monster Scripted. Kjetil Indregard, der bereits für die Netflix-Serie Maniac verantwortlich zeichnete, schrieb das Drehbuch zur Serie zusammen mit Regisseur Atle Knudsen. Neben diesem führte Geir Henning Hopland Regie, der bereits als Regisseur der Serie Lilyhammer Erfahrungen sammeln konnte. Die Dreharbeiten fanden 2019 statt.
Die Erstveröffentlichung fand am 13. März 2020 über den Streamingdienst von Netflix statt. Die Serie erschien so zeitgleich in allen Ländern, in denen Netflix zu diesem Zeitpunkt verfügbar war.

## Handlung
Es handelt sich bei der Fernsehserie um eine Anthologie-Serie aus dem Horror-Genre. Die einzelnen Episoden sind in sich abgeschlossene Geschichten, die lediglich durch eine Rahmenhandlung verbunden sind. Das Intro jeder Episode ist gleich: ein Busfahrer steigt in einen Bus ein. Auf den Fahrplätzen hinter ihm sind jeweils mehrere Fahrgäste zu sehen, die offenbar Geister symbolisieren sollen. Immer einer von ihnen drückt auf den Stopp-Knopf, steigt aus und seine Geschichte wird nachfolgend erzählt. Die Geschichten selbst enthalten immer einen Twist und sind schwarzhumorig erzählt.

## Episodenliste
| Nr. | Deutscher Titel    | Originaltitel      | Regie                | Drehbuch                       | Darsteller |
| --- | ------------------ | ------------------ | -------------------- | ------------------------------ | --- |
| 1 | Opferbereitschaft  | Offervilje         | Geir Henning Hopland | Kjetil Indregard, Atle Knudsen | Bjørn Birch , Dag Håvard Engebråten, Sophia Kaushal, Hilde Olausson, Emma Spetalen Magnusson, Bjørnar Teigen, Ingrid Vollan, Ine Marie Wilmann |
| Molly ist mit ihrer Familie, das heißt ihrem Ehemann Leon und Tochter Katja sowie dem Familienhund in ein kleines Dorf gezogen. Nicht ganz freiwillig, denn die Familie konnte sich die teure Mietwohnung in der Stadt nicht mehr leisten. Es fällt Molly jedoch schwer, sich an das Dorfleben anzupassen. Durch Zufall erfährt sie von einem Opferstein, bei dem man gegen Blutopfer Geldgewinne erhält. Doch der Gewinn eines Rubelloses nach der Opferung einer Hausratte reicht ihr nicht aus. Daher opfert sie den Familienhund. Doch auch dieser Gewinn ist ihr zu niedrig. Die Dorfbewohner klären sie darüber auf, dass es wichtig wäre, dass man das Tier auch wirklich liebt. So will sie ihrem Ehemann Leon das Fehlen des Tieres erklären. Als dieser ihr jedoch Vorhaltungen macht, will sie ihn auf dem Stein opfern. Doch Katja findet die beiden und versucht ihren Vater zu befreien. Da stolpert die Mutter, schlägt sich den Kopf auf und stirbt auf dem Opferstein. Die Tochter gewinnt dadurch genug Geld für ein ganzes Wirtschaftsunternehmen. |                    |                    |                      |                                | |
| 2 | Drei kranke Brüder | Tre syke brødre    | Atle Knudsen         | Kjetil Indregard, Atle Knudsen | Erlend Rødal Vikhagen, Benjamin Helstad, Harald Rosenstrøm, Mette Spjelkavik Enoksen, Ingrid Jørgensen Dragland, Catharina Vu                  |
| Erik wurde gerade nach drei Jahren Aufenthalt aus einer psychiatrischen Abteilung entlassen und kommt nun bei seiner Mutter unter. Als diese zum Einkaufen geht, tauchen plötzlich seine beiden Brüder Otto und Georg auf, die ihn zu einer Fahrt zur alten Hütte ihres Vaters überreden. Unterwegs gabeln die drei das junge Mädchen Monika an einer Tankstelle auf. Vor Ort betrinken sich die vier. Als Monika, eine Psychologiestudentin, versucht, die Psyche von Erik zu deuten, wird sie gefesselt, gefoltert und schließlich ermordet. Anschließend betritt die Mutter das Haus. Erik hat sich sowohl seine beiden Brüder als auch sein vermeintliches Opfer nur eingebildet. Er ist von der wahnhaften Idee besessen, dass er seinen Vater ermordet habe. Seine Mutter will ihn schließlich zurück in die Stadt bringen. Als sie bei der Tankstelle anhalten, „überreden“ Otto und George ihn, die Tankstelle anzuzünden. |                    |                    |                      |                                | |
| 3 | Schlechter Autor   | Karakterdrap       | Geir Henning Hopland | Kjetil Indregard, Atle Knudsen | Simen Bostad, Dagny Backer Johnsen, Synnøve Macody Lund, Henrik Rafaelsen                                                                      |
| Olivia, eine verwöhnte Studentin, besucht einen Schreibkurs. Als sie zurück in ihre WG kommt, überrascht sie ihre Mitbewohner dabei, wie sie Mordgedanken über sie äußern. Auch ihr Freund Marcus scheint darin verwickelt zu sein. Sie flieht und trifft dabei Alex, eine andere Person aus dem Schreibkurs. Sie hat ihn in Verdacht, die schlimmen Dinge, die ihr passieren aufzuschreiben. Nachdem sie sich gegenseitig ein Schreibduell liefern, sprechen sie sich in einem Restaurant aus und die beiden finden heraus, dass nicht sie es sind, die ihr Schicksal schreiben. Nach einem Cut besuchen Olivia und ihr Freund Marcus die Eltern von Marcus. Die Mutter, die Leiterin des Schreibkurses, ist es in Wirklichkeit, die die Geschichte geschrieben hat. Sie ersticht ihre angehende Schwiegertochter, versucht diesen Satz danach in ihrem Laptop zu löschen, doch Olivia bleibt tot. |                    |                    |                      |                                | |
| 4 | Rattenfalle        | Rottefelle         | Geir Henning Hopland | Kjetil Indregard, Atle Knudsen | Stig Ryste Amdam, Anna Bache-Wiig, Pia Borgli, Kingsford Siayor, Trond Teigen, Isabel Beth Toming                                              |
| Edmund Bråthen, Chef eines pharmazeutischen Unternehmens, hat anlässlich seines neuen Prototyps zum Dinner geladen. Als er ihn den Gästen präsentieren will, ist der Prototyp verschwunden. Edmund greift zu drastischen Maßnahmen, um den Dieb zu finden. Alle Gäste, auch seine Ehefrau, werden nur in Unterwäsche bekleidet in einen luftsicheren Raum geleitet, der mit der gleichen Kombination wie der Safe abgeriegelt ist, aus dem der Prototyp entwendet wurde. Als dies nicht ausreicht, lässt er Giftgas in den Raum leiten. Kurz bevor alle im Raum sterben, öffnet seine Assistentin, mit der er eine Affäre hatte, die Tür. Als er sich von ihr verabschiedet, kommt er hinter ihren Plan und kann den Prototyp wiederfinden, den sie ihm bei der Untersuchung untergeschoben und bei einer letzten Umarmung wieder entwendete. Zurück im Labor sperrt ihn seine Ehefrau in den Raum ein mit dem süffisanten Hinweis, dass die neue Kombination ihr Geburtsdatum sei. Edmund erstickt.                                                                  |                    |                    |                      |                                | |
| 5 | Die alte Schule    | Gammelskolen       | Atle Knudsen         | Kjetil Indregard, Atle Knudsen | Ellen Bendu, Ingunn Øyen, Torfinn Nag, Frode Winther, Ingrid Anne Yttri                                                                        |
| Die engagierte Junglehrerin Sanna wird an eine seit 40 Jahren geschlossene Dorfschule versetzt. Schon kurz nach der Wiedereröffnung geschehen merkwürdige Dinge. Sie hört Stimmen und an einem Tag wird von Geisterhand „Hilf uns, Sanna“ an die Tafel geschrieben. Mit ihrer Vermieterin, der esoterisch veranlagten Agda, kommt sie dem Geschehen auf die Schliche. Anscheinend hat der ehemalige Hausmeister drei von der Dorfgemeinschaft verstoßene Kinder im Keller der Schule ermordet. Mit Hilfe eines Auferstehungszaubers befreien sie die vermeintlichen Opfer Jägers, die sich jedoch als Dämonenkinder herausstellen. |                    |                    |                      |                                | |
| 6 | Scheuklappen       | Elefanten i rommet | Geir Henning Hopland | Kjetil Indregard, Atle Knudsen | Rebekka Jynge, Karl Vidar Lende, Bao Andre Nguyen, Silje Storstein                                                                             |
| Auf einer als Kostümparty ausgerichtete Betriebsfeier kommen Kristin und Paul einem düsteren Betriebsgeheimnis auf die Schliche. Eine Mitarbeiterin der Firma wurde wahrscheinlich gemobbt und in den Tod getrieben. Sie entdecken Mobbing-Fotos auf einem der Firmenrechner, die offensichtlich von der Firmenleitung verschickt wurden. So beschließen sie das ganze öffentlich zu machen und sperren ihre Chefs im Kopierraum ein. Kurz darauf wird jedoch der Chef auf der Toilette tot aufgefunden. Die angeblich zu Tode gemobbte Mitarbeiterin ist derweil mit der Chefin alleine im Kopierraum und tötet diese. |                    |                    |                      |                                | |
| Alle Episoden wurden am 13. März 2020 weltweit auf Netflix veröffentlicht. |                    |                    |                      |                                | |

## Kritiken
Robin Mahler von Nau.ch bezeichnete die Serie als „gediegene Zwischenverpflegung für Genre-Anhänger“. „Der Umstand, dass nicht alle Kurzgeschichten zünden, lässt sich angesichts der kurzen Laufzeit verschmerzen. Zumindest die ersten drei Episoden seien denjenigen empfohlen, welche etwas mit leichtem Splatter und schwarzem Humor anfangen können.“
Auf der Website Cineman bezeichnete Peter Osteried nicht jede der Episoden als gelungen. Ein gewisser Leerlauf sei der Serie jedoch verziehen. Er vergab drei von fünf Sternen und resümierte: „Es liegt in der Natur des Formats, dass der ganz grosse Wurf nicht gelungen ist. Für jede «Twilight Zone» und jedes «Tales from the Crypt» gibt es einfach eine Vielzahl von Anthologie-Shows, die nicht in derart hoher Frequenz eine Hammerfolge nach der anderen präsentieren. «Blutiger Trip» ist aber eine sympathische Serie mit Flair und Atmosphäre – und vielleicht eher für Horror-Novizen als alte Genre-Hasen geeignet. Die einzelnen Folgen sind kleine Horror-Snacks für zwischendurch. Nicht mehr, nicht weniger.“